# 아베 마사쓰구
아베 마사쓰구(일본어: 阿部正次)는 에도 시대 전기의 다이묘이다. 무사시 하토가야 번주, 가즈사 오타키번, 사가미 오다와라번, 무사시 이와쓰키 번 초대 번주를 지냈다. 이와쓰키 번주 시절에는 오사카 조다이를 겸하였다. 아베 종가 시조이며 아베 마사카쓰의 장남이다.
|  | 하토가야 번 번주 (후다이 아베가) 1600년 ~ 1617년 | 후임 폐번 |

| 전임 혼다 마사토모 | 오타키번 번주 (후다이 아베 종가) 1617년 ~ 1619년 | 후임 폐번(아오야마 다다토시) |

| 전임 막부령(오쿠보 다다치카) | 오다와라번 번주 (후다이 아베가) 1619년 ~ 1623년 | 후임 이나바 마사카쓰 |

| 전임 아오야마 다다토시 | 제1대 이와쓰키 번 번주 (후다이 아베가) 1623년 ~ 1638년 | 후임 아베 시게쓰구 |

| 전임 나이토 노부마사 | 제2대 오사카 조다이 1626년 ~ 1647년 | 후임 나가이 나오키요 |